# 下員山
下員山，是台灣新竹縣竹東鎮的一個傳統地域名稱，位於該鎮西部偏南。相較於今日行政區，其範圍大致為員山里西南半部。

## 歷史
台灣清治末期至日治前期，下員山地區為一街庄，稱為「下員山庄」，隸屬於竹北一堡。該庄西北與九甲埔庄為鄰，北及東北與蔴園肚庄為鄰，東南邊及南邊為頭重埔庄，西邊為柴梳山庄。
1901年（日治明治三十四年）11月，全台設二十廳，該庄隸屬於新竹廳。1909年（明治四十二年）10月，合併二十廳為十二廳，該庄隸屬不變。1920年（大正九年），廢十二廳改設五州二廳，該庄改制為「下員山」大字，隸屬於新竹州竹東郡竹東街。
戰後竹東街改制為竹東鎮，隸屬於新竹縣，大字亦改制為里。1950年桃、竹、苗分治，竹東鎮隸屬不變。

## 交通
台灣高鐵路線大致以北北東—南南西走向經過下員山地區中部，境內未設站，最近的是位於頭前溪北岸不遠處的高鐵新竹車站，由此可快速前往高鐵南北各站。
省道台68線又稱「東西向快速公路－南寮竹東線」，大致以西北－東南走向經過下員山地區西北部邊界地帶，最近的匝道為西北鄰九甲埔境內縣道117號交會口的新竹科園交流道，由此向西可前主新竹市區、南寮，向東可前往二重埔、竹東並止於省道台3線交會口。
鄉道竹48線（員山路）是關東橋至芎林上山的道路，大致以橫向經過本地區南部，向西可前往關東橋並止於縣道122號，向東可前往芎林上山的縣道120號路口。
公道五路是新竹縣、市間新闢的東西向平面連絡道路，大致以西北－東南走向經過本地區南部。興隆大橋是跨越頭前溪的新建橋梁，位於高鐵路線西側，可連接本地區的公道五路與高鐵新竹車站。